# Dioptrornis
Dioptrornis és un gènere obsoltet d'ocells de la família dels muscicàpids (Muscicapidae).A partir de la versió 4.1 (de 2014) va desaparèixer de la classificació de referència del Congrés Ornitològic Internacional en transferir-se totes les seves espècies al gènere Melaenornis, com a resultat de les conclusions de diversos estudis genètics.

## Taxonomia
Segons la Classificació del Congrés Ornitològic Internacional (versió 2.10, 2011) aquest gènere estava format per 3 espècies:
- Dioptrornis brunneus - Actual Melaenornis brunneus - Papamosques d'Angola.
- Dioptrornis chocolatinus - Actual Melaenornis chocolatinus - Papamosques xocolata.
- Dioptrornis fischeri - Actual Melaenornis fischeri - Papamosques ullblanc.

Els resultats d'un estudi filogenètic molecular publicat el 2010 van conduir a una reorganització de la família dels muscicàpids en què les quatre espècies del gènere Bradornis, l'única espècie de Sigelus i les espècies de Dioprornis es van fusionar a Melaenornis.